# سفارة السنغال في الولايات المتحدة
سفارة السنغال في الولايات المتحدة هي أرفع تمثيل دبلوماسي لدولة السنغال لدى الولايات المتحدة. تقع السفارة في شمال غربي واشنطن العاصمة وهي تهدف لتعزيز المصالح السنغالية في الولايات المتحدة.

## وصلات خارجية
- قائمة سفارات السنغال
- قائمة السفارات في الولايات المتحدة